# Birth of a New Age
Birth of a New Age (englisch für Geburt eines neuen Zeitalters) ist ein größtenteils englischsprachiger Popsong, der vom surinamischen Sänger Jeangu Macrooy und Pieter Perquin geschrieben und komponiert wurde. Beide führten außerdem die Produktion, während Perquin allein für die Abmischung verantwortlich war. Mit Birth of a New Age vertrat Macrooy die Niederlande beim Eurovision Song Contest 2021 in Rotterdam.

## Komposition
Das Musikgenre ähnelt dem Soul und enthält mit dem Einsatz von Perkussion und dem Call-and-Response-Prinzip Elemente aus dem Kawina, einem Musikstil aus Macrooys Heimatland Suriname. Insgesamt wurden sechzig Stimmen für den Chor verwendet, die von drei Personen gesungen wurden: Jeangu Macrooy, seinem Zwillingsbruder Xillan Macrooy und der Sängerin A Mili. Außerdem ist am Anfang die Stimme von Co-Autor und -Produzent Pieter Perquin zu hören.
Die Grundlage des Songs stammt von Macrooy und stellte er am 17. Dezember 2020 fertig. Anschließend arbeitete er mit Pieter Perquin weiter an der Produktion. Während der Komposition gingen sie nicht von einer Grundstruktur wie Strophe-Refrain-Strophe-Refrain-Bridge-Refrain aus, sondern bauten das Lied Schritt für Schritt auf und probierten etwas Neues aus, wenn es ihnen einfiel. Durch den Chor am Anfang des Songs scheint es, als hätte der Song zwei Refrains und ein davon getrenntes Ende.

## Text
Der Liedtext basiert auf einem Gedicht von Macrooy, das er nach einer eigenen Aussage ohne die Entwicklungen rund um Black Lives Matter im Jahr 2020 nicht geschrieben hätte. Die Bewegung gab ihm das Gefühl, dass der Kampf, der bereits vor sechzig Jahren geführt wurde, nicht verloren sei. Die Proteste bedeuteten ihm sehr viel, und es hat ihn inspiriert, dass er bei den Protesten nicht nur schwarze Menschen um sich herum sah und dass es viele junge Leute dort gab. „Das ist also das neue Zeitalter, über das ich singe“, sagte der Sänger.
Beim Komponieren entstand allmählich die Idee, auch Teile des Liedes in Sranantongo, einer Verkehrssprache in Suriname, zu singen. Hierbei handelt es sich um den folgenden Satz, der mehrmals wiederholt wird: „Yu no man broko mi, mi na afu sensi“ (frei übersetzt: „Man kann mich nicht brechen, auch wenn man denkt, ich sei minderwertig“). Der letzte Teil des Satzes bedeutet wörtlich „Ich bin ein halber Cent“. Als „halber Cent“ wurde während der Kolonialzeit in Suriname die Münze mit dem kleinsten Wert bezeichnet. Macrooy verwendet hier das, was in Suriname als „odo“ bezeichnet wird: eine Lebensweisheit, wie sie in der Zeit der Sklaverei weitergegeben wurde. In Bezug auf den Titel stehe die Zeile für Selbstbewusstsein, Belastbarkeit und Entschlossenheit.
Sranantongo entstand im 17. Jahrhundert in der damaligen niederländischen Kolonie Suriname, weil afrikanische Sklaven mit verschiedenen Muttersprachen und die Sklavenhalter eine Pidgin-Sprache – zunächst auf portugiesischer Grundlage – benutzten, um eine rudimentäre Verständigung zu ermöglichen. Die Kinder dieser Sklaven lernten diese Sprachform als Muttersprache, was zum Ausbau dieser Sprachform zu einer eigenständigen Sprache führte. Im Laufe der Zeit wurde dann der Wortschatz, der ursprünglich Portugiesisch war, durch englische und später vorwiegend niederländische Worte erweitert. Auch verlor Sranantongo typisch afrikanische Elemente der Aussprache. Lange wurde Sranantongo als minderwertige Sprache betrachtet und der Gebrauch des Niederländischen für alle Bewohner Surinams forciert. Seit der Unabhängigkeit von den Niederlanden im Jahr 1975 hat sich der Gebrauch von Sranantongo als gemeinsame Sprache aller Surinamer – neben dem Niederländischen – normalisiert. Mit Birth of a New Age erhält Sranantongo zum ersten Mal eine weltweite Bühne.

## Eurovision Song Contest
Bereits im März 2020 kündigte die niederländische Rundfunkanstalt AVROTROS an, dass Macrooy die Niederlande beim Eurovision Song Contest 2021 vertreten werde, nachdem die Ausgabe 2020 aufgrund der COVID-19-Pandemie abgesagt werden musste. Der Titel Birth of a New Age wurde intern ausgewählt. Als gastgebendes Land sind die Niederlande bereits für das Finale des Eurovision Song Contest gesetzt, welches am 22. Mai 2021 stattfand.

## Veröffentlichung und Musikvideo
Der Titel wurde am 4. März 2021 erstmals im Rahmen einer Präsentationsshow vorgestellt. Macrooy wurde hierbei vom ZO! Gospelchor begleitet. Am Tag darauf wurde das Musikvideo veröffentlicht. Es entstand unter der Regie von Kevin Osepa und wurde im Rijksmuseum, dem Tropenmuseum und in der Koepelkerk in Amsterdam aufgenommen. Kameramann war Jasper Wolf.

## Kommerzieller Erfolg
| ChartsChartplatzierungen  | Höchstplatzierung | Wochen |
| ------------------------- | ----------------- | ------ |
| Niederlande (Media Markt) | 37 (2 Wo.)        | 2      |

## Rezeption
Alexander van Eenennaam des AD schreibt, dass die Stärke des Liedes auch gleichzeitig seine Schwäche sein könne. Im Gegensatz zu Grow, welches nur schwer zugänglich gewesen sei, reiße Birth of a New Age die Zuschauer sofort mit. Andererseits bestehe die Gefahr, dass das Lied für manche Zuhörer zu eintönig klinge. De Volkskrant schreibt, dass der neue Wettbewerbstitel energischer klinge als sein Vorgänger, und zog Vergleiche zur Musik vom König der Löwen. Obwohl der Titel mit 2 Minuten und 53 Sekunden etwas kürzer sei, werde der Zuhörer auf jeden Fall glücklicher sein als zuvor. Auch das NRC Handelsblad äußert, dass Birth of a New Age im Widerspruch zu Grow stehe. Es bleibe abzuwarten, ob die auf Sranantongo gesungenen Zeilen beim internationalen Wettbewerb verstanden werden.

## Wandgemälde

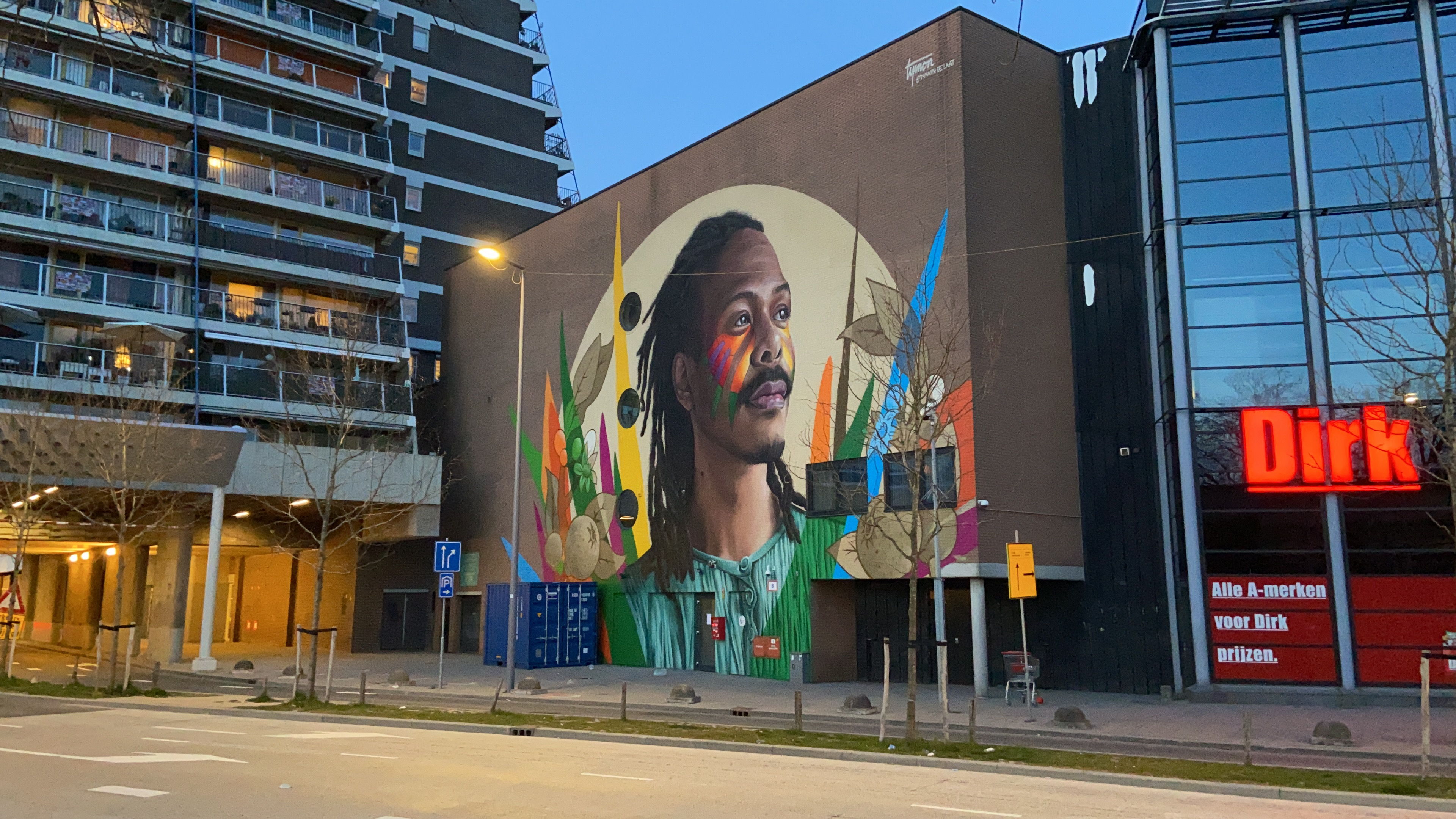
Das Wandgemälde mit dem Titel Birth of a New Age des Künstlers Tymon de Laat in Rotterdam

Als Teil des Künstlerprojekts #UPStreetRotterdam vollendete der niederländische Künstler Tymon de Laat am 19. April 2021 sein Kunstwerk mit dem Titel Birth of a New Age. Er fertigte ein Wandgemälde in der Nähe von Rotterdam Ahoy an und signierte es im Beisein von Macrooy.